# Església de San Pedro de los Francos
San Pedro de los Francos és una església situada a la Rúa de Dato, 18 a Calataiud, Espanya. El 1875 va ser declarada bé d'interès cultural.

## Història
L'església va ser fundada per Alfons el Bataller, després de la “Reconquesta” de Calataiud, per agrair les tropes franceses que el van ajudar en aquesta fita; d'aquí li ve el nom de "Francos". De la seva història interessa que va ser el recinte on les Corts de 1461 van proclamar hereu de Joan II al príncep Ferran el Catòlic i que en el seu interior es va constituir el primer Govern de la Comunitat Autònoma d'Aragó el 1978.

## Art i arquitectura

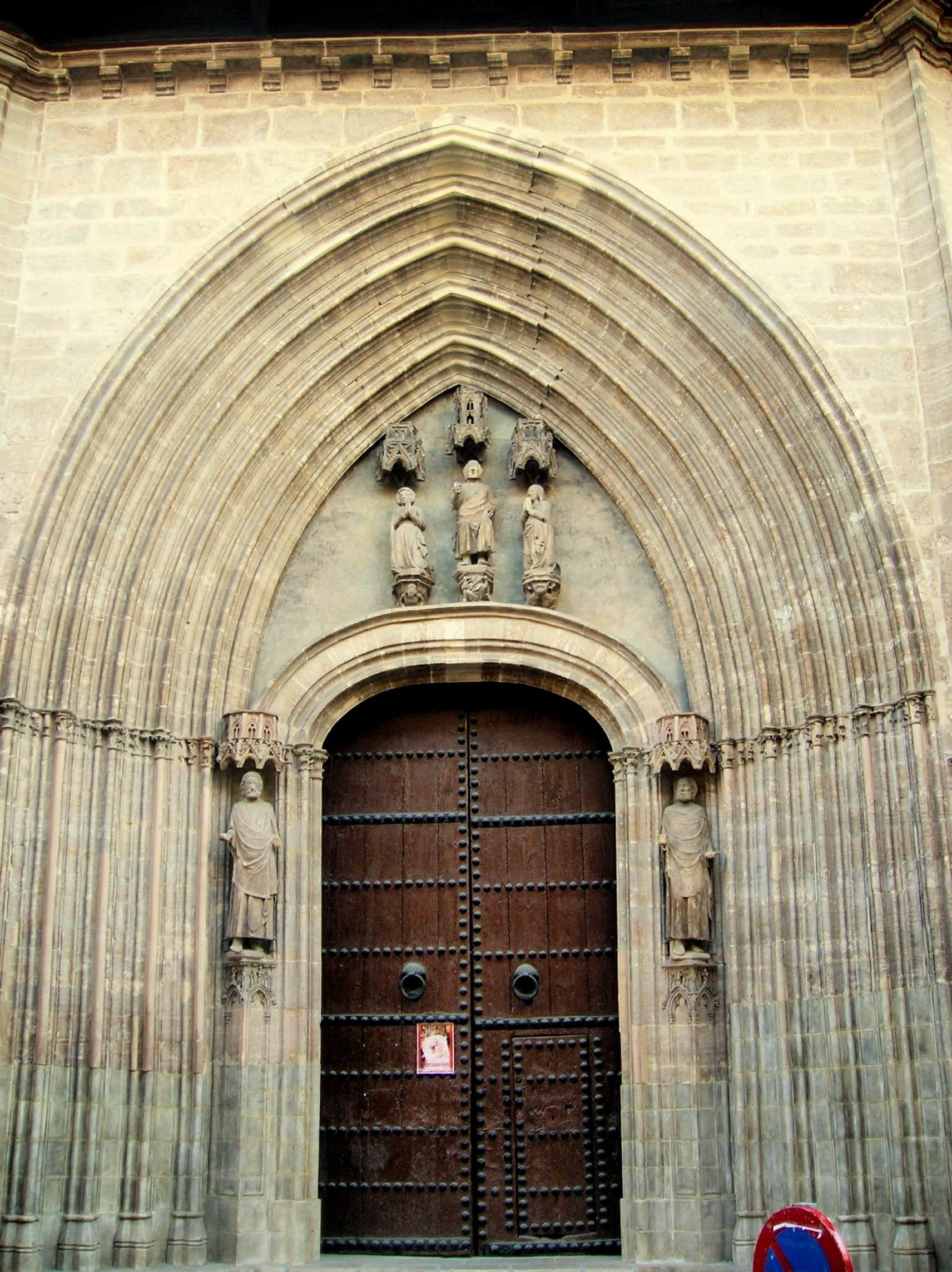
Portal d'entrada

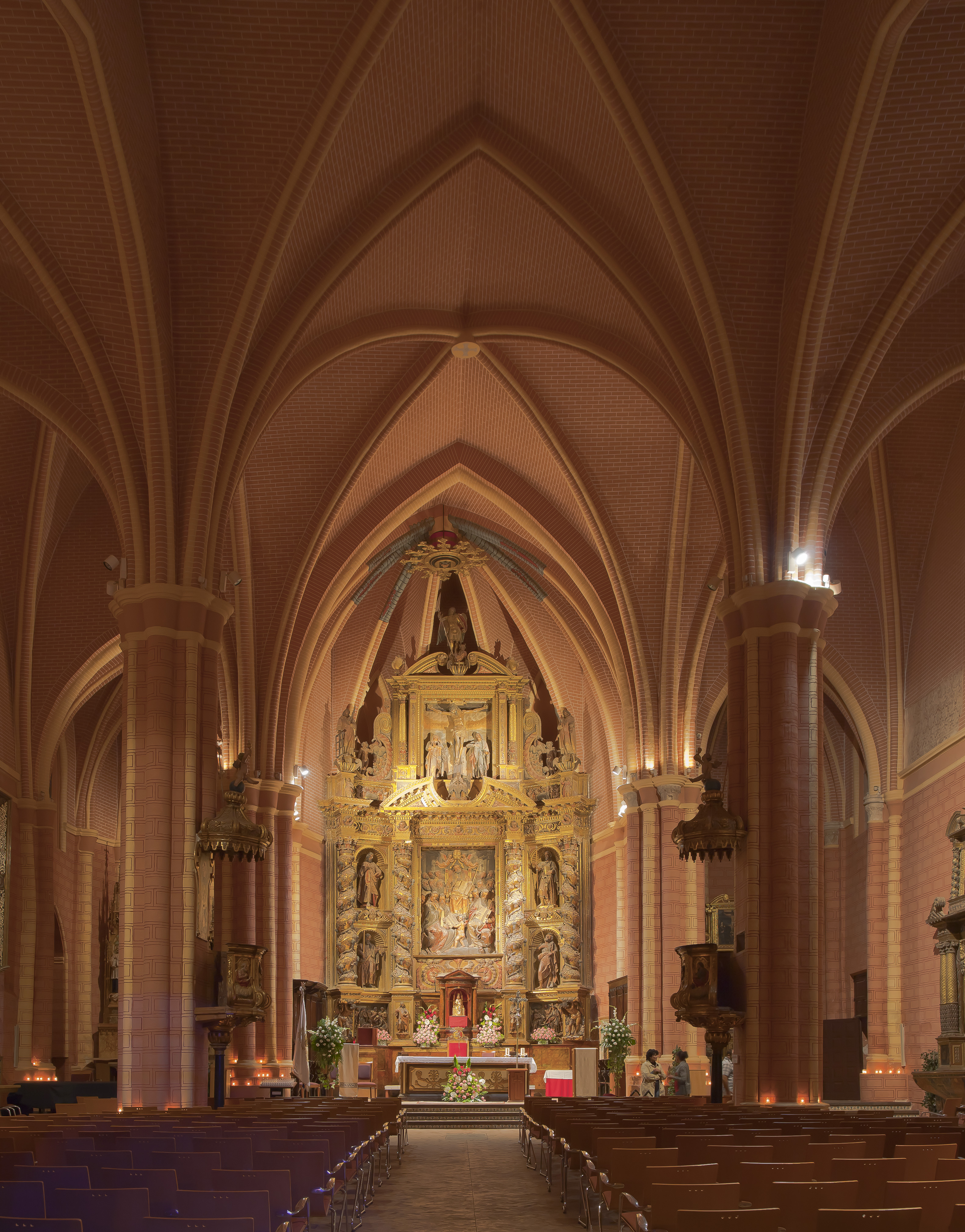
Vista cap a l'altar major i l'absis

L'església manté una estructura mudèjar de tres naus, una central major, i els altres trams o naus amb àbsides poligonals cobertes amb volta de creueria simple separades per pilars fascicultats.
El portal d'entrada és d'estil gòtic amb un arc punxegut flanquejat per escultures de Sant Pere i Sant Pau de peu, mentre que al llindar hi apareix d'una forma peculiar la figura de Crist assegut (centre). A banda i banda de l'entrada, incrustades en l'arquitectura, protegeixen el portal, les figures de la Verge i Sant Joan.
Un altre element important de l'estructura exterior de l'església, és la seva torre mudèjar, que sorprèn per la seva important inclinació, segurament provocada pel pas als seus peus del barranc de la Rua. La torre té una estructura de minaret almohade i escala interior amb voltes per aproximació de filades. Les quatre cares de la torre no tenen decoració, tan sols petites finestres per a la il·luminació de les escales. En el costat nord, la decoració es limita a una cornisa volada i un crismó romànic a la zona inferior. No se'n conserven les campanes, ja que l'ajuntament de Calataiud les va retirar perquè la seva inclinació no espantés la Reina Isabel II i a la seva mare Maria Cristina, que van passar una nit al palau del Baró de Warsage situat just davant.
A l'interior, el retaule principal a l'altar major, conté una sèrie de columnes barroques salomòniques; la seva construcció finalitzà el 1654 quan va rebre el daurat. Altres capelles inclouen un retaule amb panells d'estil renaixentista. L'església té una capella dedicada a la Mare de Déu de Lourdes, amb la reproducció d'una petita cova que es troba a l'entrada del temple, a l'esquerra, i que vol recordar la cova en la qual va tenir lloc una aparició mariana. A Calataiud hi ha centenars de persones molt devotes de la Mare de Déu de Lourdes.
Una altra de les peces més importants d'aquesta església és el peu de l'orgue, realitzat a finals del segle xv. Una extraordinària obra de fusteria mudèjar realitzada per un taller de Calataiud. Els motius decoratius estan relacionats amb les guixeries de la volta de la capella lateral de Verge de la Peña. Potser està relacionat amb la presència a Calataiud de l'organista Miguel de Monreal, actiu cap al 1498-1499.

## Marc d'activitats
Des de la seva restauració, l'església de San Pedro de los Francos de Calataiud ha esdevingut un marc extraordinari per a la dinamització de l'àmbit cultural de la ciutat i de la comarca. En les seves instal·lacions es venen programant exposicions, concerts, actes acadèmics, homenatges i altres esdeveniments protocol·laris. Algunes de les activitats són iniciativa del propi ajuntament, d'altres institucions corporatives, entitats financeres i del col·lectiu d'associacions que conformen el teixit social de la ciutat.